# São João do Araguaia
São João do Araguaia är en kommun i Brasilien.   Den ligger i delstaten Pará, i den centrala delen av landet, 1 200 km norr om huvudstaden Brasília. Antalet invånare är 13 149.
Omgivningarna runt São João do Araguaia är huvudsakligen savann. Runt São João do Araguaia är det mycket glesbefolkat, med 7 invånare per kvadratkilometer.